# تشاد بيرت
تشاد بيرت (بالإنجليزية: Chad Burt)‏ (3 مارس 1988 بسانت بيترسبرغ في الولايات المتحدة - ) هو لاعب كرة قدم أمريكي في مركز الوسط. لعب مع Tampa Bay Rowdies ‏ وMyresjö/Vetlanda FK ‏ ونادي ادمونتون وVSI Tampa Bay FC ‏ وميلواكي وايف وكولورادو رابيدز يو-23 ‏ وAtlanta Silverbacks U23's ‏.

## وصلات خارجية
- تشاد بيرت على موقع قاعدة بيانات كرة القدم.إي يو (الإنجليزية)